# Adam Ebenstreit
Adam Ebenstreit (* 7. srpna 2006 Plzeň) je český lední hokejista hrající na postu brankáře.

## Život
S hokejem začínal ve svém rodném městě, v tamním hokejovém klubu. Mládežnická léta strávil v Energii Karlovy Vary. V té době patřil i do kádrů reprezentací České republiky svých věkových kategorií. Během sezóny 2022/2023 se aktivně účastnil mistrovství světa hráčů do sedmnácti let, na kterém zasáhl do třech zápasů.
V ročníku 2023/2024 nastupoval za juniorský výběr karlovarského klubu a byl zařazen rovněž do mužského výběru tohoto celku, byť do soutěžního utkání nakonec nezasáhl. Po sezóně odešel do Spojených států amerických, kde ovšem nebyl příliš spokojen s prostředím a péčí, která se mu dostala. Na vlastní žádost se proto po několika měsících vrátil zpět do vlasti a připravoval se sám doma v Plzni. Následně se domluvil na spolupráci s pražskou Slavií a začal chytat za její juniory, odkud formou střídavých startů nastoupil též za Kralupy nad Vltavou. Dne 18. ledna 2025 kvůli zranění brankáře Paava Hölsëho nastoupil prvně k soutěžnímu zápasu i za muže Slavie, a to do utkání s Litoměřicemi (3:6).